# Марк Акторий Назон
Марк Акторий Назон (на латински: Marcus Actorius Naso) от фамилията Актории, клон Назон е римски историк от 1 век пр.н.е.
Той пише за живота на Юлий Цезар и история за това време. Той е цитиран от Светоний,